# Kalkeri, Hangal
Kalkeri là một làng thuộc tehsil Hangal, huyện Haveri, bang Karnataka, Ấn Độ.